# Bill Hader
Bill Hader, född 7 juni 1978 i Tulsa, Oklahoma, är en amerikansk komiker och skådespelare.
Hader blev känd när han var en av de fasta skådespelarna i humorprogrammet Saturday Night Live mellan 2005 och 2013. Han har även uppmärksammats som Officer Slater i Supersugen. År 2018 hade Haders komediserie Barry premiär på HBO; han är både skapare och huvudrollsinnehavare i serien. Serien mötte god kritik och nominerades till flera priser. Bill Hader tilldelades en Emmy Award och nominerades till en Golden Globe Award för sin insats.

## Filmografi
| År        | Titel                                    | Info                                                  |
| --------- | ---------------------------------------- | ----------------------------------------------------- |
| 2004      | Sounds Good to Me: Remastering the Sting |                                                       |
| 2005      | Uncommon Sense                           | TV-film                                               |
| 2005      | Hallway                                  |                                                       |
| 2005      | Jenny Clone                              |                                                       |
| 2005–2013 | Saturday Night Live                      | TV-serie                                              |
| 2006      | The Pity Card                            |                                                       |
| 2006      | Doogal                                   | Röst                                                  |
| 2006      | You, Me and Dupree                       |                                                       |
| 2007      | Purple Violets                           |                                                       |
| 2007      | På smällen                               |                                                       |
| 2007      | Hot Rod                                  |                                                       |
| 2007      | Supersugen                               |                                                       |
| 2007      | The Brothers Solomon                     |                                                       |
| 2008      | Dumpad                                   |                                                       |
| 2008      | Pineapple Express                        |                                                       |
| 2008      | Tropic Thunder                           |                                                       |
| 2009      | Adventureland                            |                                                       |
| 2009      | Snake 'n' Bacon                          | TV-serie, röst                                        |
| 2009      | Natt på museet 2                         |                                                       |
| 2009      | Year One                                 |                                                       |
| 2009      | Ice Age 3: Det våras för dinosaurierna   | Röst                                                  |
| 2009      | Det regnar köttbullar                    | Röst                                                  |
| 2010      | Hoodwinked Too! Hood VS. Evil            | Röst                                                  |
| 2010      | Paul                                     |                                                       |
| 2012      | Men in Black III                         |                                                       |
| 2012–2014 | The Mindy Project                        | TV-serie (5 avsnitt                                   |
| 2013      | Her                                      | Röst                                                  |
| 2014      | The Skeleton Twins                       |                                                       |
| 2015      | Insidan ut                               | Röst                                                  |
| 2015      | Trainwreck                               |                                                       |
| 2016      | The Angry Birds Movie                    | Röst                                                  |
| 2016      | Stora vänliga jätten                     | Röst                                                  |
| 2016      | Sausage Party                            | Röst                                                  |
| 2017      | Power Rangers                            |                                                       |
| 2018      | Röjar-Ralf kraschar internet             | Röst                                                  |
| 2018–2023 | Barry                                    | Även skapare, producent, regissör och manusförfattare |
| 2019      | Det: Kapitel 2                           |                                                       |
| 2019      | Toy Story 4                              | Röst                                                  |
| 2019      | The Angry Birds Movie 2                  | Röst                                                  |
| 2019      | Noelle: Jultomtens dotter                |                                                       |
| 2021      | Familjen Addams 2                        | Röst                                                  |
| 2022      | Lightyear                                | Röst                                                  |
| 2024      | IF – Låtsaskompisar                      | Röst                                                  |
| 2026      | Katten i hatten                          | Röst                                                  |